# 尻矢 (給油艦)
尻矢（しりや）は日本海軍の給油艦。知床型の6番艦で、艦名は青森県・下北半島北東の尻矢埼による。

## 艦歴
1918年（大正7年）度の八六艦隊案で計画され、横浜船渠で1922年（大正11年）2月8日に竣工、横須賀鎮守府籍となる。当初の予定艦名は野母（のも）であったという。平時は海外からの重油輸送に従事した。
尻矢は1941年（昭和16年）10月15日に連合艦隊付属に編入された。11月27日、第七駆逐隊（小西要人大佐）の駆逐艦潮と漣に対する補給艦任務のため館山を出撃。第七駆逐隊は真珠湾攻撃の支援作戦であるミッドウェー島砲撃を行うが、第七駆逐隊より速力が遅いので常に先回りして会合点に進出する事となった。12月4日と6日に洋上補給を行ってミッドウェー島に向かう第七駆逐隊と別れ、次の会合点へと移動。砲撃を終えて帰投する第七駆逐隊と12月10日に再合流し、翌11日に洋上補給を行った。12月17日にも洋上補給を行う予定だったが、潜水艦騒ぎと怪船舶 - 正体は輸送船浅間丸（日本郵船、16,975トン） - 騒ぎのため補給は中止となった。尻矢は12月22日に柱島泊地に入港し、呉海軍工廠で整備を行った。
整備完了後、尻矢は1942年（昭和17年）1月20日に横須賀を出撃して北方に進出、大湊、釧路、厚岸で特設監視艇に対する補給任務に従事した。5月10日に北緯45度38分東経151度40分で舵が故障して航行不能となり、軽巡洋艦「多摩」によって大湊へ曳航された。
6月30日から8月10日まで函館船渠で入渠、修理を行い、9月にかけてトラックへの輸送任務に当たった。10月からは昭南（シンガポール）への輸送任務に2回従事した。1943年（昭和18年）1月16日に呉を出港し、7月までバリクパパン、スラバヤ方面での輸送任務に従事した。尻矢は7月19日に横須賀に入港後、横浜船渠で入渠修理を行った。8月9日に横浜港を出港し、輸送船団に加入して門司、馬公、サンジャックを経由して9月2日に昭南に到着した。尻矢は9月5日、輸送船団に加入して昭南を出港し、サンジャックを経由して9月18日に馬公に入港した。
9月20日、尻矢は臨時B船団に加入して馬公を出港し、駆逐艦朝顔の護衛を受けて日本本土に向かった。翌21日夜、北緯26度33分 東経122度40分 / 北緯26.550度 東経122.667度の地点にさしかかったところでアメリカ潜水艦トリガーの攻撃を受けた。トリガーは浮上したまま攻撃を仕掛け、尻矢は最初の攻撃による魚雷が命中して大爆発を起こし、瞬時に沈没した。被雷当時、駆逐艦朝顔の艦橋では右90度方向に薄い閃光を確認したものの、艦長を含め雷と判断。救援命令を受けて尻矢遭難現場に向かい（船団は護衛なして北上）、22日夜明けより救助活動を実施した。
同年12月1日、尻矢は除籍された。

## 公試成績
| 実施日        | 内容              | 排水量       | 出力      | 速力        | 実施場所             | 備考 | 出典   |
| ------------- | ----------------- | ------------ | --------- | ----------- | -------------------- | ---- | ------ |
| 1922年8月28日 | 公試全力          | 15,385英トン | 4,631馬力 | 11.34ノット | 小浜岩井袋間(東京湾) |      | [ 35 ] |
| 1922年9月12日 | 公試全力(1/5載貨) | 7,740英トン  | 5,106馬力 | 11.00ノット | 同上                 |      | [ 36 ] |

## 特務艦長
※『日本海軍史』第9巻・第10巻の「将官履歴」及び『官報』に基づく。
艤装員長
- （心得）田岡勝太郎 中佐：1921年11月20日 - 12月1日
- 田岡勝太郎 大佐：1921年12月1日 - 1922年2月8日

特務艦長
- 田岡勝太郎 大佐：1922年2月8日 - 1922年5月1日
- 藤井謙介 大佐：1922年5月1日 - 1922年11月10日
- 田中豊一 大佐：1922年11月10日[37] - 1923年10月15日[38]
- （心得）太田質平 中佐：1923年10月15日 - 1923年12月1日
- 太田質平 大佐 ：1923年12月1日 - 1924年10月20日
- 白木豊 中佐：1924年10月20日[39] - 1925年4月15日[40]
- 広瀬彦太 中佐：1925年4月15日[40] - 1925年12月1日[41]
- 小野弥一 大佐：1925年12月1日 - 1926年11月1日
- 毛内効 大佐：1926年11月1日 - 1927年11月1日
- 大田垣富三郎 中佐：1927年11月1日 - 1928年12月10日
- 武田勇 大佐：1938年4月11日 - 1939年1月10日
- 木下三雄 大佐：1939年1月10日 - 1939年10月15日
- 佐藤四郎 大佐：1939年10月15日 - 1940年4月5日
- 今和泉喜次郎 大佐：1940年7月1日 - 1941年1月25日[42]
- 稲垣義龝 大佐：1941年1月25日[42] - 1941年6月12日[43]
- 篠田太郎八 大佐：1941年6月12日 - 1941年9月3日
- 藤谷安宅 中佐：1941年9月3日[44] -
- 東郷実 大佐：1941年10月28日 - 1942年3月5日
- 藤牧美徳 中佐：1942年3月5日 - 1943年7月17日[要出典]
- 中尾八郎 予備大佐：1943年7月17日 - 1943年9月22日戦死 ※同日、海軍少将に特進。